# Chant de ralliement
Il canto del rally o O Camerun, culla dei nostri antenati è l'inno nazionale del Camerun. L'uso non ufficiale risale al periodo antecedente l'indipendenza, a partire dal 1948 ed è stato ufficialmente adottato nel 1957. La musica è stata composta da René Djam Afame, che ha anche scritto il testo insieme a Samuel Minkio Bamba e Moïse Nyatte Nko'o. Il testo è stato modificato nel 1978.

## Testo
| Testo in francese | Testo in inglese | Traduzione in italiano |
| --- | --- | --- |
| Ô Cameroun berceau de nos ancêtres, Va debout et jaloux de ta liberté. Comme un soleil ton drapeau fier doit être Un symbole ardent de foi et d'unité. Que tous tes enfants du nord au sud, De l'est à l'ouest soient tout amour, Te servir que ce soit leur seul but, Pour remplir leur devoir toujours. Refrain : Chère patrie, terre chérie, Tu es notre seul et vrai bonheur, Notre joie et notre vie, À toi l'amour et le grand honneur Tu es la tombe où dorment nos pères, Le jardin que nos aïeux ont cultivé. Nous travaillons pour te rendre prospère, Un beau jour enfin nous serons arrivés. De l'Afrique sois fidèle enfant Et progresse toujours en paix, Espérant que tes jeunes enfants T'aimeront sans bornes à jamais. Refrain | O Cameroon, Thou Cradle of our Fathers, Holy Shrine where in our midst they now repose, Their tears and blood and sweat thy soil did water, On thy hills and valleys once their tillage rose. Dear Fatherland, thy worth no tongue can tell! How can we ever pay thy due? Thy welfare we will win in toil and love and peace, Will be to thy name ever true! Chorus: Land of Promise, land of Glory! Thou, of life and joy, our only store! Thine be honour, thine emotion, And deep endearment, for evermore. From Shari, from where the Mungo meanders From along the banks of lowly Boumba Stream, Muster thy sons in union close around thee, Mighty as the Buea Mountain be their team; Instil in them the love of gentle ways, Regret for errors of the past; Foster, for Mother Africa, a loyalty That true shall remain to the last. Chorus | O Camerun culla dei nostri antenati, Vai orgoglioso e geloso della tua libertà, Come un sole dovrà essere la tua fiera bandiera, Un simbolo ardente di fede ed unità. Che tutti i tuoi figli, da nord a sud, Dall'est all'ovest siano il tuo amore, Che servirti sia l'unico scopo, Per eseguire sempre il proprio dovere. Coro: Cara patria, Terra adorata, Tu sei la nostra unica e vera fortuna, La nostra gioia, la nostra vita, In te l'amore e il grande onore. Tu sei la tomba dove dormono i nostri padri, Il giardino che coltivavano i nostri antenati. Lavoriamo per renderti prospero, Un bel giorno finalmente arriveremo. Dall'Africa sii un bambino fedele E procede sempre in pace, Sperando che i tuoi bambini piccoli Ti amerò infinitamente per sempre. Coro |